# Salama Ismail
Salama Abdel Raouf Zenhoum Ismail (en arabe : سلامة عبد الرؤوف زينهوم إسماعيل), née le 30 septembre 1986 au Caire, est une nageuse égyptienne.

## Carrière
Salama Ismail remporte la médaille d'or du 200 mètres brasse et la médaille d'argent du 100 mètres nage libre aux Championnats d'Afrique de natation 2002 au Caire. Aux Jeux africains de 2003 à Abuja, elle est médaillée d'argent du 100 et 200 mètres brasse, du 200 mètres quatre nages, du 4 x 100 mètres nage libre, du 4 x 200 mètres nage libre et du 4 x 100 mètres quatre nages, ainsi que médaillée de bronze du 100 mètres nage libre et du 50 mètres brasse. Elle dispute ensuite les Jeux olympiques d'été de 2004 à Athènes où elle est éliminée dès les séries du 200 mètres brasse.
Aux Jeux africains de 2007 à Alger, elle est médaillée d'argent du 4 x 100 mètres nage libre.
Aux Jeux panarabes de 2007 au Caire, elle remporte la médaille d'or sur 50 mètres nage libre et 50 mètres brasse, la médaille d'argent sur 100 mètres brasse, sur 4 x 100 mètres nage libre, sur 4 x 200 mètres nage libre et sur 4 x 100 mètres quatre nages et la médaille de bronze sur 200 mètres quatre nages. 
Elle est ensuite médaillée de bronze du 50 mètres nage libre aux Jeux de la solidarité islamique de 2013 à Palembang.